# فرانز اس اکسنر
فرانز اس اکسنر (آلمانی: Franz Serafin Exner؛ زاده ۲۴ مارس ۱۸۴۹ درگذشته ۱۵ اکتبر ۱۹۲۶) یک فیزیک‌دان اهل اتریش بود.